# Stephen Morris
Stephen Morris, all'anagrafe Stephen Paul David Morris (Macclesfield, 28 ottobre 1957), è un musicista britannico, meglio conosciuto come batterista della band New Order e, prima ancora, dei Joy Division, gruppo in cui ha militato dal 1977 fino al 1980.

## Carriera
Nato a Macclesfield, nella contea del Cheshire, in Inghilterra, Morris, ha frequentato la King's School, istituto scolastico dove fece la conoscenza di Ian Curtis e dove inizia a suonare la batteria, tra il 1973 e il 1974. Dopo alcune fallimentari audizioni con alcune band locali, nel luglio del 1977, risponde ad un annuncio esposto in un negozio di dischi (drummer wanted for local punk band Warsaw. Phone Ian / cercasi batterista per punk band locale Warsaw. Chiamare Ian) venne reclutato nei Warsaw (i futuri Joy Division), la band che il suo compagno di studi Curtis aveva contribuito a creare e la cui formazione vede anche Bernard Sumner alla chitarra e Peter Hook al basso.
Dopo aver cambiato diversi batteristi, con l'arrivo di Morris, il gruppo completò la sua formazione definitiva debuttando discograficamente, in quello stesso anno, con l'uscita dell'EP An Ideal for Living. Con la pubblicazione del successivo primo album Unknown Pleasures, nel giugno del 1979, la band esplose definitivamente nel Regno Unito, conseguendo il plauso della critica e del pubblico britannico.
Morris rimarrà nei Joy Division fino alla loro separazione, avvenuta nel 1980 in seguito al suicidio del cantante Ian Curtis, pubblicando con loro due album in studio, oltre che tutta una serie di lavori postumi.
Dopo la separazione della band, nel 1981, assieme agli altri componenti del gruppo (il bassista Peter Hook e il chitarrista Bernard Sumner), Morris diede vita ai New Order, gruppo con cui, oltre a sedere dietro le percussioni, vede Morris debuttare anche nel ruolo di tastierista. Assieme ai New Order ha pubblicato, tra il 1981 e il 2005, otto album e venduto milioni di dischi in tutto il mondo.
Rimarrà nella band fino al giugno del 2007, data dell'annuncio dello scioglimento del gruppo che poi, nel 2011, si è nuovamente riunito, senza Peter Hook.
Oltre al lavoro con le sue band principali, nel corso degli anni, Morris ha occasionalmente collaborato, suonando la batteria, con altre band. Nel 1986, ad esempio, ha suonato in un paio di brani per gli Echo and the Bunnymen, in un momento in cui non avevano un batterista a tempo pieno e stavano registrando il loro quinto album eponimo.